# Уманська єпархія УПЦ (МП)
У́манська та Звенигородська єпа́рхія — православна єпархія, заснована 8 травня 2008 року на засіданні Священного Синоду УПЦ (Московського патріархату), виділена з Черкаської єпархії

## Опис
З 8 травня по 11 листопада 2008 року єпархію очолював єпископ Антоній (Боровик). 
Згідно з рішенням Священного Синоду УПЦ МП 11 листопада 2008 року новим єпископом призначено Пантелеймона (Бащука) (Журнал № 106). 
9 липня 2011 року його було підвищено у званні до сану архієпископа.
Згідно з рішенням Священного Синоду УПЦ від 29 січня 2016 року (Журнал №9) керуючим Уманською єпархією призначеноПантелеймона (Лугового).
Єпархія охоплює західні райони Черкаської області:
- Умань
- Жашківський район
- Звенигородський район
- Лисянський район
- Маньківський район
- Монастирищенський район
- Тальнівський район
- Уманський район
- Христинівський район